# 와기사와촌
와기사와촌(和木沢村)은 후쿠시마현 아다치군에 있었던 촌이다. 1955년 4월 30일 촌역을 분할, 일부는 시로이와촌과 합병하여 시라사와촌이 신설되고, 나머지 일부는 모토미야정으로 편입합병되고 폐지되었다. 시라사와촌과 모토미야정은 이후 2007년 합병, 모토미야시가 되었다. 모토미야시 중부가 와기사와촌이 있던 곳이다.

## 지리
후쿠시마현의 거의 중앙에 위치하고, 남쪽은 고리야마시, 북쪽은 니혼마쓰시에 인접한다
모토미야시의 중부, 모토미야정에서는 동부, 시라사와촌에서는 서부가 각각 와기사와촌이 있던 곳이다.
구릉지가 많아 그 지형을 이용한 농업이 활발하다.행정은 대부분 누카자와(糠沢地区) 지구에 집중되어 있다.서부에 아부쿠마 강이 흐른다. 촌역이었던 지역은 개발이 진행되어 그 구릉지도 단지와 경기장, 공업단지 등으로 되어 있다.

### 인접자치체
1889년 4월 1일 기준, 와기사와촌은 모토미야정. 니이다촌, 시로이와촌, 이시이촌, 스가타촌, 히와다정, 니시다촌과 인접하였었다.

## 역사
- 죠몬시대 시기때 이미 사람이 살고있었다.(타카기 키타노와키 유적지에서)
- 1889년 4월 1일 - 정촌제 시행에 의해 3촌이 합병, 아사카군 와기사와촌이 성립하였다.
- 1955년 4월 30일 - 시정촌 합병에 의해 와기사와촌은 소멸하였다.
  - 와기사와촌의 다카기 지역이 모토미야정에 편입합병되었다.
  - 와기사와촌의 와다지역, 와기사와 지역이 시로이와촌과 합병하여 시라사와촌이 신설되었다.
    - 이상의 2개는 경계를 변경 또는 합병해, 다카기 지구와 누카자와 지구의 일부가 모토미야정과 누카자와 지구·와다 지구가 시라이와촌과 합병한 것이다. 전자는 편입 합병, 후자는 신설 합병이 되었다.

## 인구
- 1889년 3,803
- 1920년 4,986
- 1947년 6,965

## 경제
와기사와촌은 아부쿠마산계 안에 위치하여 교통편도 넉넉하지 않아 입지 조건상 대부분의 가정이 농사를 짓는 순농촌이었다. 그러나 말년이 되자 상공업이 진출하기 시작하면서 마을 농가들도 부업을 갖게 되었다. 마을의 기간작목은 쌀과 양잠이다. 쌀은 냉해 등으로 대흉작이 일어나는 일도 종종 있었으나 농가 경제를 유지해 왔다. 양잠은 오래된 역사가 있고 정착되었지만 수많은 경제 공황이 발생하고 있다. 그러나 사람들의 노력으로 주산지를 형성하기까지 한다.
보완작목은 축산, 담배이다.축산은 당시 말산을 주로 했기 때문에 그다지 눈에 띄는 것은 없었으나 흑모화종의 도입 이후 비약적으로 증식을 볼 수 있었다. 낙농도 발전하여 축농촌으로 신장하였다. 담배도 메이지 이래 경작되어 왔지만 면적에 제약이 있었다. 그러나 1953년경에는 면적, 인원 모두 증가하여 농업 수입의 높은 비율을 차지하게 되었다.(아부쿠마 고지지대는 왠지 담배와 양잠이 많다.)

## 교통

### 철도
당시 철도는 존재하지 않았다. 촌역에 해당하는 지역 근처의 와다 지구와 누카자와 지구에 도호쿠 신칸센이 다니고 있지만, 역은 없다. 가장 가까운 역은 동시 내의 모토미야역이다.

### 도로
대중교통은 버스로만 존재했었다.

## 그외
- 누카자와 지구에는, 구 누카자와 마을의 마을 이름의 유래라고도 여겨지는 누카즈카 고분이 있다.
- 와다 지구에는, 구 와다 마을의 촌명의 유래라고도 여겨지는 완다의 샘이 있다.

## 참고 문헌
- 白沢村史 各論編I
- 角川日本地名大辞典編纂委員会『角川日本地名大辞典 7 福島県』、角川書店、1981年 ISBN 4040010701
- 日本加除出版株式会社編集部『全国市町村名変遷総覧』、日本加除出版、2006年、ISBN 4817813180